# Frederik August van Oldenburg (1936-2017)
Friedrich August Wilhelm Christian Ernst Herzog von Oldenburg (Rastede, 11 januari 1936 – Meran, 9 juli 2017) was een hertog van Oldenburg die het predicaat Hoogheid voerde.
Hij was een zoon van erfgroothertog Nicolaas van Oldenburg en diens eerste echtgenote prinses Helena van Waldeck-Pyrmont, een achternicht van de Nederlandse koningin Juliana.
Hij trouwde in 1965 met Marie-Cécile van Pruisen, dochter van Louis Ferdinand van Pruisen (een kleinzoon van de laatste Duitse keizer Wilhelm II) en Kira Kirillovna van Rusland. Haar beide ouders waren achterkleinkinderen van de Britse koningin Victoria.
Het echtpaar kreeg de volgende kinderen:
- Paul Herzog von Oldenburg (1969), getrouwd met Maria del Pilar Mendez de Vigo; Paul ging in 1999 over tot het rooms-katholieke geloof, en ook zijn vrouw en kinderen hangen dat geloof aan.
- Rixa Herzogin von Oldenburg (1970), getrouwd met de Nederlander Stephan Sanders.
- Bibiane Herzogin von Oldenburg (1974), getrouwd met Peter Dorner.

In 1989 scheidde het paar. Oldenburg hertrouwde in 1991 met Donata van Castell-Rüdenhausen (1950-2015) die in eerste echt gehuwd was met een broer van de eerste echtgenote van Oldenburg en de moeder is van Georg Friedrich Ferdinand van Pruisen (1976), hoofd van het huis Hohenzollern; uit het tweede huwelijk werden geen kinderen geboren.